# Shaun Cooper
Shaun Cooper (n. 5 octombrie 1983, Newport, Isle of Wight, Anglia, Regatul Unit) este un fotbalist englez aflat sub contract cu A.F.C. Bournemouth.